# Timo Lahti
Timo Lahti (ur. 16 lipca 1992 w Kouvoli) – fiński i szwedzki żużlowiec.

## Życiorys
Siedmiokrotny złoty medalista indywidualnych mistrzostw Finlandii (2012, 2015, 2016, 2017, 2018, 2019, 2021). Sześciokrotny medalista młodzieżowych indywidualnych mistrzostw Finlandii: pięciokrotnie złoty (2009, 2010, 2011, 2012, 2013) oraz brązowy (2008). Wielokrotny medalista drużynowych mistrzostw Finlandii: złoty (2010, 2012, 2014, 2015, 2017, 2018, 2019, 2021), srebrny (2008, 2011, 2013, 2016) oraz brązowy (2009). Brązowy medalista mistrzostw Finlandii par klubowych (2008).  Srebrny medalista młodzieżowych indywidualnych mistrzostw Łotwy (2011). Reprezentant Finlandii w eliminacjach drużynowego Pucharu Świata oraz Grand Prix IMŚ. Finalista indywidualnych mistrzostw Europy juniorów (Goričan 2010 – X miejsce).
Dwukrotny drużynowy mistrz Danii (2014, 2015) Dwukrotny złoty medalista drużynowych mistrzostw Niemiec (2012, 2021). Srebrny medalista drużynowych mistrzostw Wielkiej Brytanii (2011) oraz brązowy (2017).
Na przestrzeni kariery startował w ligach fińskiej, duńskiej, niemieckiej, szwedzkiej, brytyjskiej oraz polskiej.
W sezonie 2016 wraz z drużyną Orła Łódź wywalczył awans do finału rozgrywek Nice Polskiej Ligi żużlowej; w dwumeczu zespół Fina przegrał z zespołem SK Lokomotīve Dyneburg (pierwszy mecz zakończony wynikiem 47:43, drugi 46:44).
W grudniu 2023 zdecydował się na zmianę barw narodowych. Od sezonu 2024 jeździć będzie w barwach reprezentacji Szwecji. W sezonie 2024 osiągnął najwyższą średnią biegową ogółem i najwyższą średnią domową w skali Krajowej Ligi Żużlowej. 

## Przynależność klubowa
Finlandia
- KMMK Kuusankoski (2008–2009)
- Haukat SsMK Lahti (2010)
- KMMK Kuusankoski (2011–2012)
- HyMK Hyvinkää (2013)
- KMMK Kuusankoski (2014)
- HyMK Hyvinkää (2015–2016)
- PMK Pori (2017–2018)
- KMMK Kuusankoski (2019–2020)
- HyMK Hyvinkää (2021)

Szwecja
- Getingarna Sztokholm (2009)
- Masarna Avesta (2010)
- Rospiggarna Hallstavik (2011–2018)
- Lejonen Speedway (2019)
- Rospiggarna Hallstavik (2020–2023
- Dackarna Målilla (2024-)

Polska
- Orzeł Łódź (2011)
- Stal Rzeszów (2012)
- Wanda Kraków (2013)
- ŻKS Ostrovia (2014)
- Motor Lublin (2015)
- Orzeł Łódź (2016)
- SK Lokomotīve Dyneburg (Łotwa, 2017–2019)
- Start Gniezno (2020–2021)
- Orzeł Łódź (2022–2023)
  - Wybrzeże Gdańsk (2022, wyp.)
- Unia Tarnów (2024-)

Wielka Brytania
- Eastbourne Eagles (2011–2014)
- Poole Pirates (2017)

Niemcy
- AC Landshut (2012)
- MSC Brokstedt (2021)

Dania
- Holsted Speedway Klub (2014)
- Munkebo Speedway Club (2015)
- Holsted Speedway Klub (2016)
- Nordjysk Elite Speedway (2021)
- Region Varde Elitesport (2022–2023)
- Holsted Speedway Klub (2024-)

## Starty w Grand Prix (Indywidualnych Mistrzostwach Świata na Żużlu)

### Punkty w poszczególnych zawodachGrand Prix
| Sezon 2015           |                        |                  |                                |                     |                      |                    |                                 |                     |                            |                   |                          |         |         |         |         |         |         |         |         |         |         |         |         |         |         |        |        |        |        |        |        |        |        |        |        |        |        |        |        |
| GP Polski – Warszawa | GP Finlandii – Tampere | GP Czech – Praga | GP Wielkiej Brytanii – Cardiff | GP Łotwy – Dyneburg | GP Szwecji – Målilla | GP Danii – Horsens | GP Polski – Gorzów Wielkopolski | GP Słowenii – Krško | GP Skandynawii – Sztokholm | GP Polski – Toruń | GP Australii – Melbourne | miejsce | miejsce | miejsce | miejsce | miejsce | miejsce | miejsce | miejsce | miejsce | miejsce | miejsce | miejsce | miejsce | miejsce | punkty | punkty | punkty | punkty | punkty | punkty | punkty | punkty | punkty | punkty | punkty | punkty | punkty | punkty |
| –                    | 3                      | –                | –                              | –                   | –                    | –                  | –                               | –                   | –                          | –                 | –                        | 24      | 24      | 24      | 24      | 24      | 24      | 24      | 24      | 24      | 24      | 24      | 24      | 24      | 24      | 3      | 3      | 3      | 3      | 3      | 3      | 3      | 3      | 3      | 3      | 3      | 3      | 3      | 3      |

| Statystyki        | Statystyki |
| ----------------- | ---------- |
| Starty            | 1          |
| Zwycięstwa        | 0          |
| Miejsca na podium | 0          |
| Finalista         | 0          |
| Punkty            | 3          |